# Rush (voilier)
Pour les articles homonymes, voir Rush.
Le Rush est une classe de voilier course-croisière français de 31 pieds dessiné par l'architecte naval Ron Holland (en) et construit à 583 exemplaires par le chantier Jeanneau entre 1980 et 1984 aux Herbiers (Vendée, France). Dessiné selon la jauge IOR le Rush est un half-tonner. Ce voilier a été choisi pour le Tour de France à la voile en 1982 et 1983 où tous les concurrents naviguent sur le même modèle de bateau.

## Historique
Au début des années 1980 la plaisance est en plein essor et les constructeurs ont bien compris l'importance de la compétition dans le palmarès des ventes. En réponse au succès de Bénéteau avec son First 30 issu d'un plan André Mauric, le chantier Jeanneau, alors 1er constructeur français de bateaux de plaisance, fait appel à un architecte étranger ayant dessiné de nombreux voiliers de courses, Ron Holland (en), pour réaliser ce half-tonner de série,,.

## Description

### Conception
Le Rush présente une carène aux lignes très fluide, en comparaison des voiliers de la classe Half Ton de l'époque, l'architecte a arrondi tous les angles ; il bénéficie d'une largeur de flottaison supérieure aux précédents plans de l'architecte qui favorise la raideur à la toile au près et le comportement sous spinnaker. Vue d'en haut la silhouette du Rush est caractéristique avec sa forme évoquant une goutte d'eau. Cette quasi-symétrie des lignes avant-arrière procure au Rush des aptitudes particulières aux allures de près ; au vent arrière en revanche, ses formes pincées ne lui permettent pas de planer,,.

### Construction
La coque du Rush est construite en fibre de verre polyester stratifié. L'ensemble est composé d'une rangée de varangues en contreplaqué recouvertes de six couches de tissus de fibre de verre. Les fonds sont assez plats et le lest entièrement rapporté, sans encastrement. Le voilier est proposé en deux longueurs de lest, petit tirant d'eau (PTE 1,40 m) et grand tirant d'eau (GTE 1,70 m). Le safran est suspendu.
Selon les essais publiés dans la presse spécialisée de l'époque,,, les aménagements sont classiques, avec cinq couchettes dont une double dans la pointe avant. La hauteur sous barreau légèrement supérieure à 1,80 m à la descente atteint 1,70 m dans le cabinet de toilette.
Le voilier est livré en motorisation in-board Diesel entre 12 et 16 CV.

### Les versions du Rush
Le Rush a été produit à 583 exemplaires de 1980 à 1984 par les chantiers Jeanneau qui l'ont commercialisé en quatre versions.
- Rush PTE : version Petit Tirant d'Eau 1,40 m (lest en fonte)
- Rush GTE : version Grand Tirant d'Eau 1,70 m (lest en fonte)
- Rush « Régate » :
  - Lest en plomb 1,70 m et 1 250 kg (contre 1 140 kg pour les versions PTE et GTE)
  - mât à 2 étages de barre de flèches et bastaques
- Rush « Royale » :
  - Lest en fonte (1,70m)
  - Aux couleurs spécifiques blanc et rouge du fabricant de cigarettes, mât à double étage de barres de flèches

Ce voilier est connu à l'étranger sous l'appellation « Rush 31 », il a également été produit (chiffres?) sous licence aux USA par Jensen Marine sous le nom « CAL 9.2 ».

### Comportement à la voile

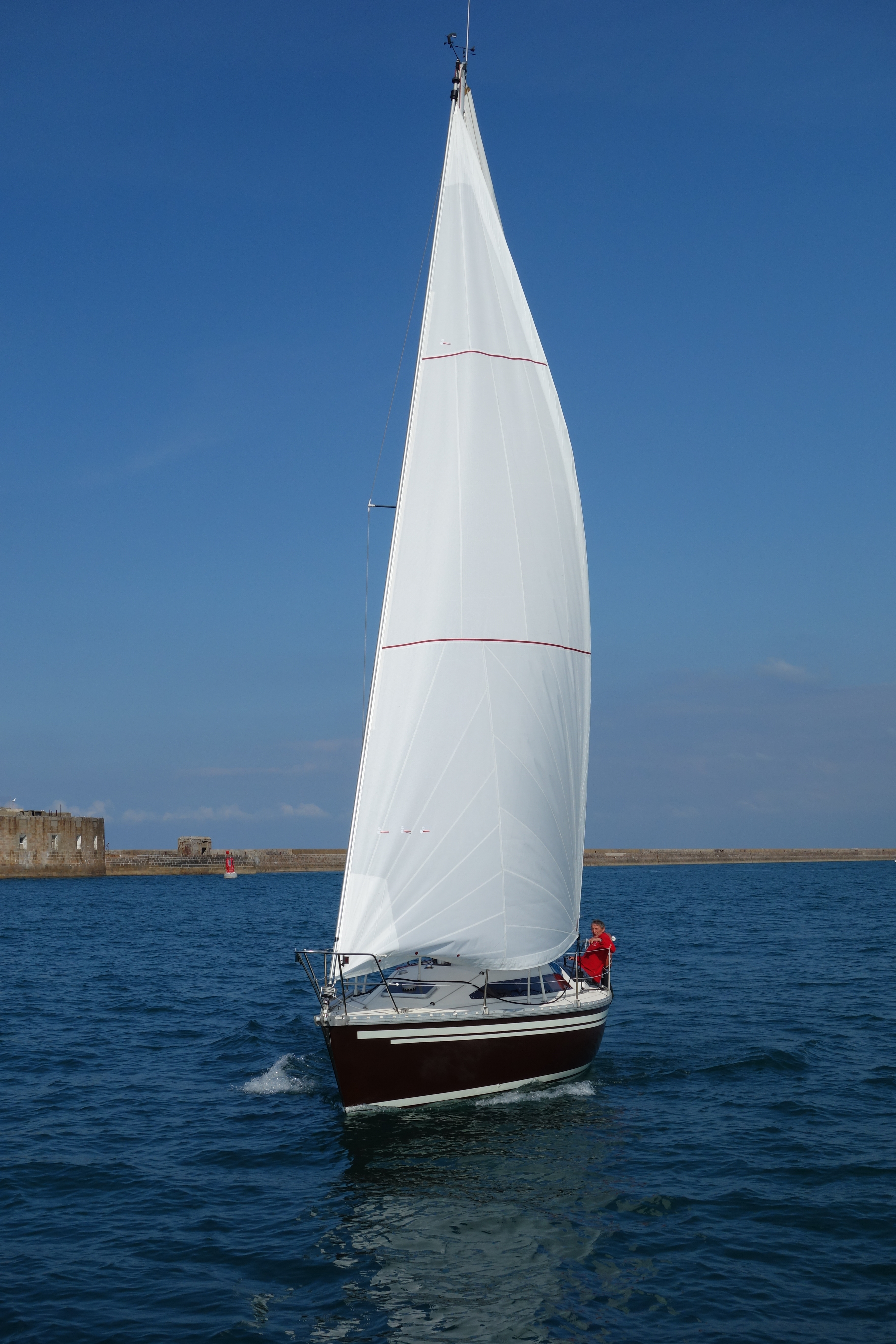
Rush GTE en navigation

Le journaliste essayeur Jacques Monsault écrit dans la revue Bateaux d'octobre 1981, « le Rush n'est ni un bateau gitard, ni un bateau très raide, mais, avec une répartition et une surface de voilure bien adaptée au temps, il se comporte de façon très agréable, passant dans la mer en souplesse, même un peu surtoilé ». le webzine Mers&bateaux parle d'un véritable course-croisière, typique des plans Ron Holland. Stable au près, vif dans le petit temps, un peu plus rouleur au portant, mais facile à prendre en main.

## Le Rush en compétition
- Solitaire du Figaro 1980 : 2e au classement toutes catégories pour Patrick Morvan et Transport Jet (Rush Proto)[5]
- Solitaire du Figaro 1981 : 1er en série (15e toute catégorie) pour Patrice Carpentier et l'Auto-Journal (Rush Régate)[5]
- Solitaire du Figaro 1982 : 1er en série (7e toute catégorie) pour Bertrand Mothes-Massé et FIAT (Rush Régate)[5]

En 2003, la ville de Nieuport accueille après 10 ans d'absence la Half Ton Cup (en), fort du succès rencontré une Half Ton Class Europe se crée et prend en charge la coordination de tous les événements européens qui concernent cette classe.
En 2017 de nombreux Rush continuent à régater en France en Osiris et en IRC.
- Tour des Ports de la Manche 2014 : 1er en série pour Janden VI (Rush Régate)[8]
- Tour du Finistère 2017 : 6e sur 72 au classement général toutes catégories et  1er en série (pour la 9e fois) pour Pivoine (Rush GTE)[9]